# Kolbaşı
Kolbaşı (kurd. Şavite) ist ein Dorf im Landkreis Yüksekova der türkischen Provinz Hakkâri. Kolbaşı liegt in Südostanatolien auf 2.050 m über dem Meeresspiegel, ca. 40 km nordwestlich von Yüksekova.
Der türkische Name Kolbaşı bedeutet Anführer.  Der kurdische Name ist beim Katasteramt registriert.
Unmittelbar südlich des Dorfes befindet sich eine Kirche. Sie heißt Şavita-Kirche und liegt an dem gleichnamigen Bach auf einem steilen Felsen.
2009 hatte die Ortschaft 363 Einwohner.